# Jürgen Bodelle
Jürgen Bodelle (Pseudonyme: Stefan Koenig, Sandra Dornemann, Negrüj Elledob; * 12. September 1950 in Frankfurt am Main) ist ein deutscher Journalist, Schriftsteller und Verleger.

## Ausbildung
Bodelle machte ein Volontariat in einem Berliner Kunstverlag, studierte Politik- und Verwaltungswissenschaften in Berlin, Berkeley und Frankfurt. Anschließend arbeitete er als Umwelt-Informatiker, leitete ein Unternehmen für Bildungseinrichtungen im angewandten Umweltschutz und arbeitete für verschiedene Zeitungen und Magazine als Journalist.

## Werk
Bodelle begann zunächst als Autor von Sachbüchern. Er schrieb 2000 unter dem Pseudonym Sandra Dornemann den Roman Nina N, in dem Bodelle verlauten ließ, dass diese Autorin nie wieder einen Roman schreiben würde.
Da Bodelle die Bücher von Stephen King faszinieren, wählte der Autor das Pseudonym Stefan Koenig. 2000 erlangte Jürgen Bodelle ersten literarischen Erfolg mit seinem Roman Maschendrahtzaun über Stefan Raab. 2015 schrieb er den Thriller Tod im Kanzleramt.
2018 begann er seine Roman-Trilogie Zeitreise-Romane im Jargon seiner Jugend.
Jürgen Bodelle lebt in Laubach.

## Werke
- Stefan Koenig: Willi, der Held von Lich, Thriller, Band 18. Verlag Pegasus Bücher, Laubach 2025
- Stefan Koenig: Fehlschaltung – Verrückt und zugenäht. Ein Leben auf dem Vulkan. Verlag Pegasus Bücher, Laubach 2024
- Stefan Koenig: Blendende Zeiten – 2001 etc. Zeitreise-Roman Band 17. Verlag Pegasus Bücher, Laubach 2024
- Stefan Koenig: 3033 – Meine Reise mit Elon Musk zum Mars, Teil 2, Fantastischer Zeitreise-Roman Band 16, Laubach 2023[4]
- Stefan Koenig: 3033 – Meine Reise mit Elon Musk zum Mars, Teil 1, Fantastischer Zeitreise-Roman Band 15, Laubach 2023
- Stefan Koenig: Kuriose Zeiten – 1999 etc. Zeitreise-Roman Band 14. Verlag Pegasus Bücher, Laubach 2023
- Stefan Koenig: Schöne Zeiten – 1997 etc. Zeitreise-Roman Band 13. Verlag Pegasus Bücher, Laubach 2022
- Stefan Koenig: Verflixte Zeiten – 1994 etc. Zeitreise-Roman Band 12. Verlag Pegasus Bücher, Laubach 2022
- Stefan Koenig: Freie Republik Lich – 2023 Fantastischer Zeitreise-Roman Band 8. Verlag Pegasus Bücher, Laubach 2021
- Stefan Koenig: Neue Zeiten – 1990 etc. Zeitreise-Roman Band 7. Verlag Pegasus Bücher, Laubach 2021
- Stefan Koenig: Blühende Zeiten – 1989 etc. Zeitreise-Roman Band 6. Verlag Pegasus Bücher, Laubach 2020
- Stefan Koenig: Rasante Zeiten – 1985 etc. Zeitreise-Roman Band 5. Verlag Pegasus Bücher, Laubach 2020
- Stefan Koenig: Bunte Zeiten – 1980 etc. Zeitreise-Roman Band 4. Verlag Pegasus Bücher, Laubach 2020
- Stefan Koenig: Crazy Zeiten – 1975 etc. Zeitreise-Roman Band 3. Verlag Pegasus Bücher, Laubach, 2019
- Stefan Koenig: Wilde Zeiten –  1970 Zeitreise-Roman Band 2. Verlag Pegasus Bücher, Laubach, 2018
- Stefan Koenig: Sexy Zeiten – 1968 etc. Zeitreise-Roman Band 1. Verlag Pegasus Bücher, Laubach, 2018
- Stefan Koenig: Tod im Kanzleramt. Verlag Pegasus Bücher, Laubach, 2016, ISBN 978-3-9817877-0-2
- Stefan Koenig: Mollath, Frau Merkel und ich. Norderstedt, Books on Demand, 2015
- Stefan Koenig: Maschendrahtzaun. Verlag Pegasus Bücher, Neuküstrinchen, 2000
- Stefan Koenig: Wadde hadde dudde da. Verlag Pegasus Bücher, Neuküstrinchen, 2000
- Stefan Koenig: Pitti Pinkbär. Verlag Pegasus Bücher, Laubach, 2020
- Stefan Koenig: Bei Hempels unterm Sofa ... wohnt Familie Simpson. Verlag Pegasus Bücher, Laubach, 2020
- Sandra Dornemann: Nina N. Schulroman. Verlag Pegasus Bücher, Neuküstrinchen, 2000
- Stefan Koenig: Nina N. Roman (Vollständig überarbeitete Version). Verlag Pegasus Bücher, Laubach 2022
- Stefan Koenig: Tag 1 – Als Gott entstand. Glaube. Wissenschaft. Evolution. Die Geschichte unserer Vorfahren. Verlag Pegasus Bücher, Laubach 2018
- Jürgen Bodelle: ADHS – Depressionen – Sucht, Eine Fallbeschreibung, Verlag Pegasus Bücher, Laubach 2025
- Jürgen Bodelle: Yuval Noah Harari und der Transhumanismus, Verlag Pegasus Bücher, Laubach 2023
- Jürgen Bodelle: USA am Anschlag – Betrachtungen zum Imperium Americanum, Verlag Pegasus Bücher, Laubach 2024
- Jürgen Bodelle: Ideologietheorien – Ein Abriss von der Urgesellschaft bis zum Transhumanismus, Verlag Pegasus Bücher, Laubach 2024
- Jürgen Bodelle: Zeitenwende 9/11; Zeitgeschichte 2001–2004, Band 3, Verlag Pegasus Bücher, Laubach 2024
- Jürgen Bodelle: Zeitenwende; Zeitgeschichte 2020–2023, Band 1, Verlag Pegasus Bücher, Laubach 2023
- Jürgen Bodelle: Zeitenwende; Zeitgeschichte 2014–2023, Band 2, Verlag Pegasus Bücher, Laubach 2023
- Jürgen Bodelle: Quer durch den Gemüsegarten. Eine fotografische Kunstbildreise querfeldein. Verlag Pegasus Bücher, Laubach 2021
- Jürgen Bodelle: Die 99 Leben des Stefan K. Verlag Pegasus Bücher, Laubach, 2019
- Jürgen Bodelle: Die Doppelleben des Stefan K. Verlag Pegasus Bücher, Laubach 2020
- Jürgen Bodelle: Zeitenwende 2014–2020, Verlag Pegasus Bücher, Laubach 2020
- Jürgen Bodelle: Politische Analysen. Verlag Pegasus Bücher, Laubach 2020
- Stefan Koenig: Sturm über Lich – 2022 Fantastischer Zeitreise-Roman Band 9. Verlag Pegasus Bücher, Laubach 2021
- Stefan Koenig: Der Fremde, Lich. 19. Januar 2022 Fantastischer Zeitreise-Roman Band 10. Verlag Pegasus Bücher, Laubach 2021
- Stefan Koenig: 2034 Fantastischer Zeitreise-Roman Band 11. Verlag Pegasus Bücher, Laubach 2021